# Царевич (фильм)
«Царевич» (нем. Der Zarewitsch) — немецкий немой
исторический художественный фильм, снятый режиссёрами Яковом и Луизой Флек в 1929 году на студии «Hegewald Film» по мотивам одноимённой драмы польской писательницы Габриэлы Запольской.
Премьера фильма состоялась 15 апреля 1929 года.

## Сюжет
Действие фильма происходит в России XIX века, в сюжете использованы отдельные моменты трагической судьбы царевича Алексея и его противостояния с отцом Петром I.

## В ролях
- Иван Пе́трович — царевич
- Альберт Штайнрюк — царь
- Ли Кристи
- Фриц Экерт
- Джон Ф. Хэмилтон — Григорий
- Пауль Хайдеман — Павел
- Сеня Кулачникофф
- Мариэтта Миллнер — Софья Ивановна
- Пауль Отто

## Съёмочная группа
- Режиссёр: Яков Флек, Луиза Флек
- Сценарий: Ганс Рамо, Габриэла Запольская
- Продюсер: Лидди Хегевальд
- Кинооператор: Эдуард Хеш
- Композитор: Франц Легар
- Художник: Вилли Герман